# John Baker (Politiker, 1769)
John Baker (* 1769 im Frederick County, Province of Maryland; † 18. August 1823 in Shepherdstown, Virginia) war ein US-amerikanischer Politiker. Zwischen 1811 und 1813 vertrat er den Bundesstaat Virginia im US-Repräsentantenhaus.

## Werdegang
Über die Kindheit und Jugend von John Baker ist nichts überliefert. Er studierte drei Jahre lang am Washington College, der späteren Washington and Lee University in Lexington. Nach einem anschließenden Jurastudium und seiner Zulassung als Rechtsanwalt begann er im Berkeley County (dem heutigen Jefferson County in West Virginia) in diesem Beruf zu arbeiten. Baker war Mitglied der von Alexander Hamilton gegründeten Föderalistischen Partei. Zwischen 1798 und 1799 gehörte er dem Abgeordnetenhaus von Virginia an. Später war er einer der Verteidiger des ehemaligen Vizepräsidenten Aaron Burr bei dessen Hochverratsprozess.
Bei den Kongresswahlen des Jahres 1810 wurde Baker im zweiten Wahlbezirk von Virginia in das US-Repräsentantenhaus in Washington, D.C. gewählt, wo er am 4. März 1811 die Nachfolge von James Stephenson antrat. Bis zum 3. März 1813 konnte er eine Legislaturperiode im Kongress absolvieren. Diese war seit 1812 von den Ereignissen des Britisch-Amerikanischen Krieges geprägt. Nach dem Ende seiner Zeit im US-Repräsentantenhaus praktizierte John Baker wieder als Jurist. Zeitweilig fungierte er als Staatsanwalt im Jefferson County. Er starb am 18. August 1823 in Shepherdstown im heutigen West Virginia, wo er auf dem Old Episcopal Church Cemetery beigesetzt wurde. Er war Sklavenhalter.